# Чемпіонат Сербії і Чорногорії з футболу
Перша ліга Сербії і Чорногорії (серб. Прва лига Србије и Црне Горе, чорн. Prva liga Srbije i Crne Gore) — вища футбольна ліга у Сербії і Чорногорії, що проводилася щорічно з 2003 по 2006 роки. Змагання проводилися під егідою Футбольного союзу Сербії і Чорногорії.

## Історія
Виникла у 2003 році після створення Сербії і Чорногорії і стала правонаступницею Чемпіонату Югославії.
У 2006 році з розпадом Сербії і Чорногорії ліга припинила існування, а замість неї кожна новоутворена держава створила власний чемпіонат — Сербську Суперлігу та Першу лігу Чорногорії.

## Статистика

### Призери
| Сезон   | Чемпіон                   | Очок | Віце-чемпіон              | Очок | Бронзовий призер     | Очок |
| 2003/04 | «Црвена Звезда» (Белград) | 74   | «Партизан» (Белград)      | 63   | «Железник» (Белград) | 58   |
| 2004/05 | «Партизан» (Белград)      | 80   | «Црвена Звезда» (Белград) | 74   | «Зета» (Голубовці)   | 59   |
| 2005/06 | «Црвена Звезда» (Белград) | 78   | «Партизан» (Белград)      | 71   | «Вождовац» (Белград) | 51   |

### Чемпіони
| Клуб            | Титулів | Сезони            |
| --------------- | ------- | ----------------- |
| «Црвена Звезда» | 2       | 2003/04, 2005/06, |
| «Партизан»      | 1       | 2004/05           |